# Ogawa Shōsen
En aquest nom japonès, el cognom és Ogawa.
Ogawa Shōsen (japonès: 小川 笙船; Ōmi, 1672 — Edo, 26 de juliol de 1760), nom amb que és conegut Ogawa Hiromasa (小川 広正), va ser un metge japonès, promotor de l'únic hospital de beneficència que va existir durant el període Edo.

## Biografia
Nascut a l'antiga província d'Ōmi, avui part de la prefectura de Shiga. El seu nom real era Hiromasa, mentre que «Shōsen» li va ser atorgat de forma popular. Segons sembla, també va ser conegut amb el sobrenom de «doctor Barbarroja». Es dedicà a la medicina xinesa i establí la seva consulta a la ciutat d'Edo. Preocupat per la situació dels més necessitats, va fer una sol·licitud a les autoritats, a través de la bústia de suggeriments del shōgun, per a obrir l'obertura d'un hospital de beneficència adreçat a les vídues, ordes, pobres i altres persones sense recursos, a imatge del Seyakuin, una institució mèdica que havia existit al segle ix i després recuperada també al segle XIII. El shōgun Tokugawa Yoshimune arribà a veure a la sol·licitud i mostra bona predisposició per la proposta, que ben aviat es va veure materialitzada amb la construcció de les instal·lacions a l'interior del jardí d'herbes medicinals de Koishikawa (avui Jardi Botànic Koishikawa).
La data de fundació d'aquest hospital de petites dimensions és marcada el 4 de desembre de 1722 (el 10 de gener de 1723, segons el calendari occidental). El centre va rebre el nom de Yōjōsho (entès com un sanatori) i Ogawa va encarregar-se de la direcció i en va ser nomenat superintendent i va comptar amb la col·laboració d'altres metges i un personal d'assistència format per diferents homes i dones. Ogawa va deixar el que s'ha considerat una vida senzilla i acomodada com a metge, atenent les persones recursos, per dedicar-se als més necessitats i al bé comú. Els seus esforços estaven orientats a la cura de la gent sense recursos, els quals malgrat no poder pagar aportaven el que podien en forma de productes de les seves collites o amb aigua. D'altra banda, l'administració de l'hospital va quedar sota la supervisió d'un magistrat local a través d'una comissió de comptables i assistents. A la seva mort l'hospital va passar a estar sota la direcció del seu fill Taiji, que n'havia estat conserge, i posteriorment del seu net, Akimichi.
Al final de la seva vida on se li va oferir el càrrec de metge oficial del shogunat, però va refusar a causa de la seva vellesa. Es va retirar professionalment i va passar a viure durant un temps a Kanazawa, tot i que després tornà a Edo, on va morir el 1760. La seva tomba està ubicada al cementiri Zōshigaya.